# Bona Dea

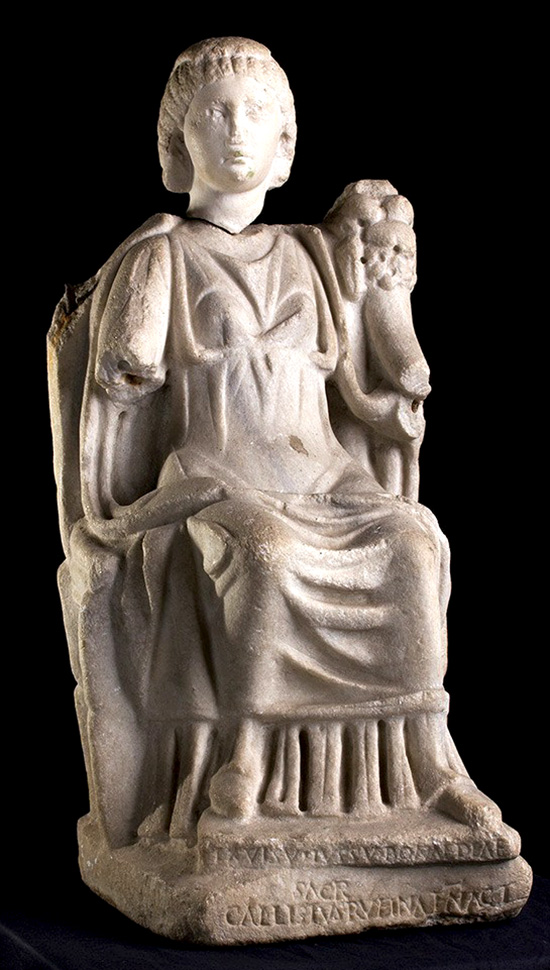
Statue en marbre de Bona Dea avec épigraphe : « Dédié à Bona Dea par Callistus, esclave de Rufina »), Albano Laziale, Italie

Bona Dea (la Bonne Déesse) est une divinité romaine féminine. Son nom est secret et son identification donne lieu à de multiples propositions, plusieurs légendes l'assimilent à Fauna, femme, fille ou sœur de Faunus. Son culte est exclusivement célébré par les femmes, à Rome par les matrones lors d'une fête nocture début décembre et par des desservantes de plus humble origine dans un temple sur les pentes de l'Aventin. Le scandale causé en 62 av. J.-C. par l'intrusion masculine de Publius Clodius Pulcher lors d'une célébration a eu un grand retentissement, source de quelques rares indications historiques sur ce culte.

## Désignation
L'utilisation de la périphrase Bona Dea (« Bonne Déesse »), correspond vraisemblablement à un tabou afin de ne pas la nommer,. Les auteurs romains font une multitude de propositions : outre l'assimilation à des divinités connues comme Junon, Proserpine, Sémélé, Hécate, Macrobe qui écrit vers 400 apr. J.-C. cite Fauna, les déesses de la fertilité Maia et Ops, Fatua, Lactance la nomme Fatua Fauna et Arnobe Fenta Fatua.
Le nom que mentionne Festus, Damia, le nom de sa prétresse damiatrix, et la désignation du sacrifice offert damium semblent liés à la déesse tarentine Damia, une déesse de la fécondité d'origine grecque, liée à Déméter, mais cette dérivation est contestée.

## Mythes
Les récits romains associent la déesse Bona Bea sous le nom de Fauna au dieu Faunus, comme son épouse (et parfois en même temps sa sœur) ou sa fille. Elle est dotée de toutes les vertus et d'une extrème pudeur : elle ne sort jamais de chez elle, aucun homme ne la vue ni même entendu son nom, à l'exception de Faunus.
Comme fille de Faunus, elle eut à défendre sa vertu contre les agressions incestueuses de son père. Celui-ci essaya en vain de parvenir à ses fins en l'enivrant. Excédé, il la fouetta avec une verge de myrte, sans vaincre sa résistance. Il réussit finalement à s'unir à elle, en prenant la forme d'un serpent,.
Selon une autre version de sa légende, Bona Dea était l'épouse de Faunus. Mais un jour elle s'enivra en cachette avec une cruche de vin. Son mari la battit avec une verge de myrte si durement qu'elle mourut. Pris de remords, il la rendit immortelle,.
Ces récits justifient des détails de son culte, l'interdiction du myrte, la dissimulation de l'évocation du vin et le rôle du serpent.
Un autre épisode conté par Properce à la fin du Ier siècle av. J.-C. narre la venue d'Hercule lors de la célébration du culte au fond d'un bois, devant une cabane ornée de bandelettes pourpres. Les célébrantes sont de jeunes filles qui jouent et rient, la prétresse est une vieille femme qui chasse Hercule qui demandait de l'eau pour se désaltérer. Le conte montre la vision romaine d'un culte archaïque, antérieur la fondation de Rome.

## Représentation

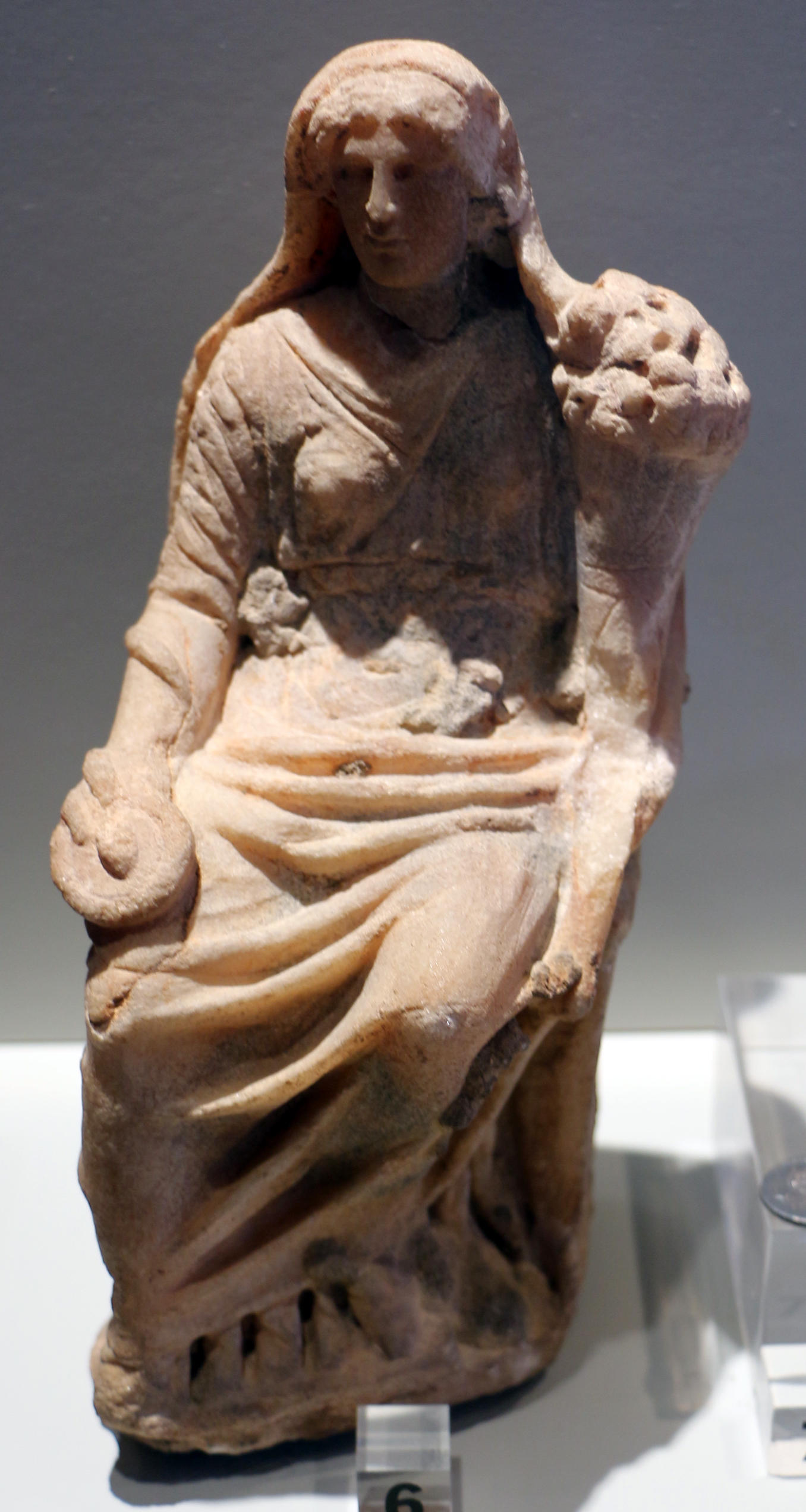
Statuette de Bona Dea, découverte à Rome. Musée Barracco.

Quelques statuettes identifées à Bona Dea ont été découvertes à Rome, en Italie et à Nimes, toutes datés d'époque tardive. Elle est figurée comme une divinité matronale, entièrement drapée, assise sur un siège sans dossier, portant généralement un voile sur la tête, tenant sur le bras gauche une corne d'abondance et dans la main droite une coupe où vient boire un serpent enroulé autour de son bras. La présence de la corne d'abondance surprend car c'est plutôt l'attribut de la déesse Fortuna. Cet attribut pourrait provenir de l'influence de l'art grec. L'accompagnement du serpent induit parfois l'identification de la représentation à celle des déesses Salus ou Hygie. Des variantes de représentation portent sur des détails mineurs, tels que l'absence du voile sur la tête, ou un siège avec dossier et accoudoirs.

## Fonctions
La tendance au syncrétisme de la religion romain et la multiplicité de ses identifications font que Bona Dea se voit accorder de nombreuses qualités. Elle possède une fonction curative. Outre ses capacités de prédiction qui rappellent Fauna, Bona Dea et son culte impliquent une contamination de la nature romaine originelle de la déesse avec des éléments italiques et grecs, bien que la guérison ne doive pas être considérée comme un ajout grec.
Elle est la déesse protégeant les femmes et leur fécondité. Par extension, elle s'occupe de la fertilité des champs, assimilée à Junon, Ops, Cérès etc.

## Culte

### Célébration de décembre
Bona Dea bénéficie d'un culte d'État, mais secret, strictement réservé aux femmes et reconnu pour assurer le salut du peuple romain (pro populo romano ou pro salute populi romani).
Sa fête est célébrée en décembre, dans la nuit du 3 au 4, en dérogation de l'interdiction faite aux femmes de participer à des célébrations nocturnes. On n'en parlerait guère s'il n'y avait eu, en 62 av. J.-C., le scandale que provoqua la découverte d'un homme, le démagogue Publius Clodius Pulcher, qui, déguisé en joueuse de flûte, avait réussi à s'introduire dans les mystères de la Bona Dea, afin d'y rencontrer la femme de Jules César, Pompeia Sulla, dont il était épris. Cicéron et Plutarque ont largement rapportés cet épisode.
La cérémonie nocturne est organisée par l'épouse d'un magistrat revêtu de l'imperium, consul ou préteur, dans sa demeure qu'il devait quitter avec toute la domesticité masculine. On retirait de la salle où elles se tenaient toutes les représentations d'hommes ou d'animaux du sexe mâle. Des inscriptions trouvées dans un sanctuaire à Ostie laissent penser que les rites nécessitaient l'usage d'une cuisine :

Octavia M(arci) f(ilia) Gamalae (uxor) / portic(um) poliend(am) / et sedeilia faciun(da) / et culina(m) tegend(am) / D(eae) B(onae) curavit

Octavia, fille de Marcus, épouse de Gamala, s'est chargée de faire stuquer le portique, fabriquer des banquettes et mettre un toit à la cuisine (du sanctuaire) de Bona Dea
On ne possède pas beaucoup de détails sur les cérémonies. On sait que les participantes se recrutaient parmi les matrones appartenant aux milieux aristocratiques de Rome, auxquelles s'ajoutaient les Vestales, apportant les garanties de sérieux et de chasteté. Les détails du rituel fournis par la tradition littéraire sont peu compréhensibles. Les femmes portaient toutes sortes de fleurs (sauf le myrte), construisaient des tonnelles de feuillages. Avec une amphore voilée qualifée de « vase à miel », elles accomplissaient une libation de vin désigné sous le terme de « lait ». S'y ajoutait le sacrifice d'une truie, de la musique et de la danse, des jeux dont on ignore la nature, des rites semblables à ceux des Orphiques, formulation vague qui semble faire référence à un ou des serpents, réels ou en effigie.
Le satiriste Juvenal (début du IIe siècle) fait une description orgiaque de la cérémonie durant laquelle « trompette et vin s'accordent pour mettre en feu les ménades de Priape », alors que Plutarque, qui écrit à la même époque, ne formule aucune critique sur la moralité de la fête.

### Sanctuaire de l'Aventin
Des inscriptions de Rome témoignent que Bona Dea possédait de nombreux sanctuaires plus petits et quelques temples dont le plus célèbre est situé sur la colline de l'Aventin. Selon les indications de Macrobe, on retrouve pour le culte dans ce temple des traits communs avec la cérénomie de décembre, à savoir l'interdit du myrte, l'exclusion des hommes et la présence de serpents. Au temple est adjoint, selon Macrobe, une pharmacie utilisant des plantes médicinales. De nombreuses inscriptions de remerciement lui sont dédiées en tant que guérisseuse, notamment sur l'île tibérine. Le personnel rattaché au temple et à sa pharmacie est d'origine variée, femmes nées libres, affranchies ou esclaves, ce qui contraste avec le niveau social élevé des participantes à la fête de décembre. On ne dispose d'aucun indice sur la présence des desservantes du temple à cette fête aristocratique de décembre.
Bona Dea, assimilée à Maia selon Macrobe, est aussi célébrée le 1er mai.

## Diffusion dans l'Empire
On trouve des traces du culte de Bona Dea dans plusieurs cités de l'Italie centrale, dont Ostie et Bovillae, près de Rome.
D'autres témoignages de son culte ont été trouvés dans les provinces de l'Empire romain : une statuette trouvée à Nimes en 1802 est identifiée comme réprésentant Bona Dea. En 2020, on dénombrait sept dédicaces en Gaule narbonnaise à Apta Julia, Arelate, Glanum et Narbo Martius, deux en Dalmatie, deux en Pannonie, une en Bretagne et huit dans l'Afrique romanisée, dont quatre en Numidie et trois en Maurétanie Césarienne et une en Afrique proconsulaire.
Les dédicaces africaines datent du IIIe siècle et montrent un éventail de dédicants de condition sociale variée. Au sommet de la hiérarchie, un sénateur italien en poste à Lambèse comme légat d'Auguste propréteur dédie un autel en reconnaissance de sa guérison,. À l'opposé de l'échelle sociale, l'esclave maçon Donatus acquitte son vœu à Bona Dea Augusta par un autel,. Entre ces deux extrèmes, un vétéran, flamine perpétuel de la colonie d'Auzia, et son épouse dédient un temple à Bona Dea Valetudo Sancta,.

## Postérité

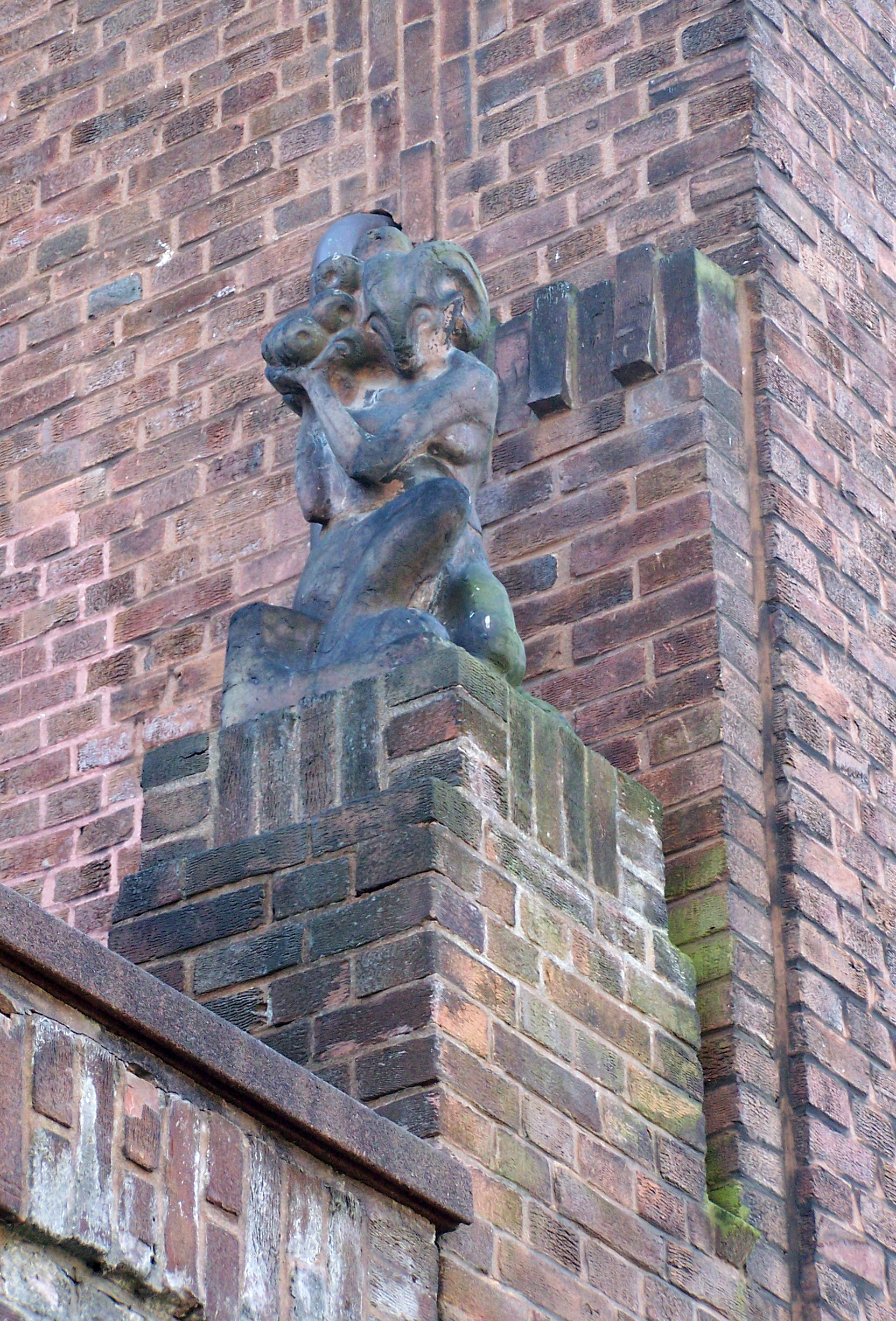
Statue de Bona Dea à Utrecht (Pays-Bas), réalisée par Hildo Krop en 1925.

Dans le roman L'homme sans qualité de Robert Musil, le personnage d'Ulrich donne le surnom de Bonadea à sa maîtresse sans lui expliquer que dans ce temple dédié à cette déesse pudique, les croyants se seraient dédiés à beaucoup de débauches (tout au moins d'après l'auteur du roman...)